# Robotdalen
Robotdalen är en svensk organisation verksamma inom robot- och applikationsutveckling. De skapar innovativa lösningar inom välfärdsteknologi, industri, såväl som inom nya användningsområden. Med ett brett nätverk av produktutvecklare, forskare, leverantörer och slutkunder erbjuds flera behovsanpassade tjänster.
Organisationen tar fram nya lösningar och tydliggör hur en investering i robotautomation kan effektivisera produktionen och därmed stärka konkurrenskraften för svenska industriföretag.
Robotdalen hjälper även innovatörer och entreprenörer att utveckla och kommersialisera olika robotikidéer från hela världen. Exempel på produkter som stöttats av Robotdalens innovationsstöd är den robotiserade demensterapikatten JustoCat, den intelligenta duschlösningen Poseidon, sömnroboten Somnox och äthjälpmedlet Bestic.
Robotdalens verksamhet bedrivs i två testcenter, Robot Application Center (RAC) i Eskilstuna och Collaborative Robot Test Center (CRTC) i Västerås.
Innovationsmyndigheten Vinnova delfinansierade verksamheten under åren 2013–2017 med 24 miljoner kronor.